# Great Gable
Great Gable är ett berg i Storbritannien.   Det ligger i grevskapet Cumbria och riksdelen England, i den centrala delen av landet, 400 km nordväst om huvudstaden London. Toppen på Great Gable är 899 meter över havet, eller 427 meter över den omgivande terrängen. Bredden vid basen är 13,3 km. Great Gable ingår i Cumbrian Mountains.
Terrängen runt Great Gable är huvudsakligen kuperad.Runt Great Gable är det ganska tätbefolkat, med 70 invånare per kvadratkilometer. Närmaste större samhälle är Keswick, 14,1 km norr om Great Gable. Trakten runt Great Gable består i huvudsak av gräsmarker.